# Diego Brandão
Diego Pereira Brandão, född 27 maj 1987 i Fortaleza, är en brasiliansk MMA-utövare som 2011–2016 tävlade i organisationen Ultimate Fighting Championship.